# アーキオール
アーキオール (archaeol) は、グリセリンの2位と3位にフィタニル基が結合した二重エーテルである。アーキオールはジアシルグリセロールの古細菌ホモログである。アルカエオール、アルケノールとも表記されることがある。